# Zawady (Kutno)
Pour les articles homonymes, voir Zawady.
Zawady (prononciation [zaˈvadɨ]) est un village de la gmina de Krzyżanów, du powiat de Kutno, dans la voïvodie de Łódź, situé dans le centre de la Pologne.
Il se situe à environ 4 kilomètres au sud-est de Kutno (siège du powiat) et 47 kilomètres au nord de Łódź (capitale de la voïvodie).
Sa population s'élevait approximativement à 60 habitants en 2006.

## Administration
De 1975 à 1998, le village était attaché administrativement à l'ancienne voïvodie de Płock.

Depuis 1999, il fait partie de la nouvelle voïvodie de Łódź.